# اللجنة الوطنية لمكافحة الإيدز (إندونيسيا)
اللجنة الوطنية لمكافحة الإيدز الإندونيسية وكالة حكومية إندونيسية مستقلة غير هيكلية. كانت مسؤولة عن الوقاية من قضايا الإيدز وإدارتها في إندونيسيا. تم حل الهيكل التنظيمي المتخصص لشبكة اللجنة الوطنية في عام 2017 بينما كانت أمانتها السابقة برئاسة المدير العام للوقاية من الأمراض ومكافحتها في وزارة الصحة.

## التاريخ
تم العثور على أول حالة لفيروس نقص المناعة البشرية الإيدز في إندونيسيا في بالي في عام 1987. في نفس العام وافقت الجمعية العامة للأمم المتحدة على الحاجة الملحة لاستراتيجية عالمية لمكافحة الإيدز. ثم أنشأت الحكومة الإندونيسية لجنة خاصة لإدارة الإيدز وأجرت تقييماً للسكان المصابين بفيروس نقص المناعة البشرية من خلال عدة مراسيم في عامي 1988 و1989. تم تشكيل اللجنة الوطنية لأول مرة بموجب الأمر الرئاسي 36/1994 باسم لجنة إدارة الإيدز. في عام 2006 تم إصلاح اللجنة الوطنية لمكافحة الإيدز في إندونيسيا بموجب الأمر الرئاسي 75/2006 مع تشكيل لجانها الإقليمية.

## البرامج
كلفت الحكومة اللجنة الوطنية من بين أمور أخرى بوضع وتنسيق السياسات والأنشطة المتعلقة بالوقاية من مرض الإيدز ومكافحته وإدارته في إندونيسيا، لإعلام وتثقيف الجمهور حول مرض الإيدز وإجراء التنسيق مع الوكالات المحلية والأجنبية في مجال الوقاية وإدارة الإيدز. تم السماح لاللجنة الوطنية بتعيين مجموعات عمل وفريق خبراء للمساعدة في عملها. قامت اللجنة الوطنية مع المنظمات غير الحكومية المحلية والدولية بالعمل المشترك على الأرض من خلال برامج دورية. كما دعم البحث الأكاديمي حول فيروس نقص المناعة البشرية الإيدز، بالإضافة لنشر تقارير دورية.

## الحل
تم حل التنظيم المتخصص لاللجنة الوطنية وتشكيلاته المحلية بموجب الأمر الرئاسي رقم 124/2016 والذي طلب أيضًا من اللجنة الوطنية إنهاء ولايتها في نهاية عام 2017. تم انتقاد هذا القرار من قِبل العديد من الذين رأوا أنه تم اتخاذه دون سماع رأي موظفي وشركاء اللجنة الوطنية وأنه يثير القلق في كيفية إدارة فيروس نقص المناعة البشرية الإيدز في إندونيسيا، ستزداد المسألة سوءًا دون وجود وكالة حكومية معينة مثل اللجنة الوطنية. يعني الحل أيضًا أن على المنظمات غير الحكومية التي كانت لها علاقات مع اللجنة الوطنية أن تسعى الآن للشراكة مباشرة مع الحكومة المركزية أو المحلية التي قد تعقد مهامها في إدارة فيروس نقص المناعة البشرية الإيدز في إندونيسيا، وخاصة بالنسبة لرجال يمارسون الجنس مع رجال.